# C/2020 F3 (NEOWISE)
Komet C/2020 F3 (NEOWISE), ili samo NEOWISE, retrogradni komet orbite bliske paraboli, koji je 27. ožujka 2020. godine otkrio svemirski teleskop NEOWISE.
Do 10. lipnja 2020. kad je izgubljen iz vida zbog Sunčeva sjaja, bio je prividne magnitude 7. Kad je 22. lipnja 2020. ušao u vidno polje SOHO LASCO C3, sjajnost mu je dosegnula magnitudu 3. Do srpnja je bio magnitude +1. Od 11. lipnja do 9. srpnja bio je na manje od 20 stupnjeva od Sunca. 3. srpnja 2020. bio je u perihelu. Blizinu Sunca je preživio i sad je vidljiv na nebu. Prolazak kroz perihel povećat će ophodno vrijeme kometa s oko 4500 godina na 6800 godina. Tijekom srpnja 2020. vidljiv je dalekozorom. Prividna magnituda mu je oko +1,0 zbog čega je teško vidljiv golim okom i iz područja s većim svjetlosnim zagađenjem. U Hrvatskoj je nakon perihela bio vidljiv u zoru na sjeveroistoku, nisko uz obzor. Oko 5. srpnja na snimkama je razvio drugi rep, od kojih je jedan od prašine, a drugi od plinova. Sredinom srpnja komet će se vidjeti i na večernjem nebu bliže sjeverozapadu. Udaljavanjem od Zemlje sjaj će mu slabiti.
Zemlji je bio najbliži 23. srpnja 2020., kada se približio na 0,69 AJ, odnosno 103 milijuna kilometara.

## Galerija
- Komet C/2020 F3 (NEOWISE) fotografiran 8. srpnja 2020. iznad Kliške tvrđave, i noćni svijetleći oblaci
- Komet C/2020 F3 (NEOWISE) 9. srpnja 2020. iznad Splita
- Komet C/2020 F3 (NEOWISE) 8. srpnja 2020, fotografiran iz Žužića, i noćni svijetleći oblaci
- Komet C/2020 F3 (NEOWISE) 7. srpnja 2020. fotografiran iz Landersa, Kalifornija
- Komet NEOWISE i noćni svijetleći oblaci

## Vanjske poveznice
- New Comet C/2020 F3 (NEOWISE) – Ernesto Guido & Adriano Valvasori
- C/2020 F3 (NEOWISE)  Arhivirana inačica izvorne stranice od 16. srpnja 2020. (Wayback Machine) – AiM-Project-Group